# Brachia amblygrapta
Brachia amblygrapta är en fjärilsart som beskrevs av Antonius Johannes Theodorus Janse 1964. Brachia amblygrapta ingår i släktet Brachia och familjen snigelspinnare. Inga underarter finns listade i Catalogue of Life.